# Rusbend
Rusbend ist ein Ortsteil der Stadt Bückeburg im niedersächsischen Landkreis Schaumburg.

## Geografie und Verkehrsanbindung
Der Ortsteil liegt nördlich des Stadtkerns von Bückeburg an den Landesstraßen L 450 und L 446 und direkt am Mittellandkanal. An diese Bundeswasserstraße besteht ein Anschluss an der Lände Rusbend. Nördlich und westlich erstreckt sich der Schaumburger Wald. Östlich liegt das 14 Hektar große Naturschutzgebiet Brummershop.

## Geschichte
Erstmals schriftlich erwähnt wird Rusbend 1584 mit 20 Herdstellen. Bis 1638 rafften die Auswirkungen des Dreißigjährigen Krieges und die hierdurch eingeschleppte Pest die Hälfte der Bevölkerung dahin.
Von 1764 bis 1970 hatte Rusbend eine eigene Schule. 1974 wurde die ehemals selbstständige Gemeinde nach Bückeburg eingemeindet.

## Politik
Der Ortsrat, der Rusbend vertritt, setzt sich aus fünf Mitgliedern zusammen. Die Ratsmitglieder werden durch eine Kommunalwahl für jeweils fünf Jahre gewählt.
Bei der letzten Kommunalwahl 2021 ergab sich folgende Sitzverteilung:
| Ortsrat 2021Insgesamt 5 Sitze - SPD: 2 - WLR: 3 |

## Söhne und Töchter des Ortes
- Ernst Heinrich Meier (1813–1866), Orientalist und Erzählforscher